# Dasypeltis gansi
Espèce
Dasypeltis gansi est une espèce de serpents de la famille des Colubridae.

## Répartition
Cette espèce se rencontre au Bénin, au Burkina Faso, au Cameroun, au Gabon, en Gambie, en Guinée, en Guinée-Bissau, dans le sud du Mali, dans le sud-ouest du Niger, au Nigeria, au Sénégal et au Tchad.

## Description
Dasypeltis gansi mesure jusqu'à 64 cm pour les mâles et jusqu'à 84 cm pour les femelles. Son dos est pratiquement uniformément beige clair. Sa tête est petite et assez peu distincte du cou. Son museau est arrondi. Ses yeux sont de taille moyenne et leur pupille est verticale.

## Taxinomie
La sous-espèce Dasypeltis gansi latericia a été élevée au rang d'espèce.

## Étymologie
Son épithète spécifique lui a été donnée en l'honneur de Carl Gans (1923-2009) pour sa contribution à la connaissance des espèces du genre Dasypeltis.

## Publication originale
- Trape & Mané, 2006 : Le genre Dasypeltis Wagler (Serpentes : Colubridae) en Afrique de l’Ouest : description de trois espèces et d’une sous-espèce nouvelles. Bulletin de la Société Herpétologique de France, vol. 119, p. 27-56 (texte intégral).